# Gianni Togni
Gianni Togni (né à Rome le 24 juillet 1956) est un chanteur italien . 

## Biographie
Gianni Togni commence son expérience musicale en 1975 avec l'album In una simile circostanza. Son premier grand succès arrive en 1980 avec le single « Luna » de l'album E in quel momento , classé premier au hit parade italien. Parmi les autres singles principaux figurent les titres Semplice et Vivi.

## Discographie partielle

### Albums
- 1975 : In una simile circostanza
- 1980 : ...e in quel momento, entrando in un teatro vuoto, un pomeriggio vestito di bianco, mi tolgo la giacca, accendo le luci e sul palco m'invento...
- 1981 : Le mie strade
- 1982 : Bollettino dei naviganti
- 1983 : Gianni Togni
- 1984 : Stile libero
- 1985 : Segui il tuo cuore
- 1987 : Di questi tempi
- 1988 : Bersaglio mobile
- 1992 : Singoli
- 1997 : Ho bisogno di parlare
- 2006 : La vita nuova
- 2015 : Il bar del mondo
- 2016 : Canzoni ritrovate

### Compilation
- 1996 : Cari amori miei

### Singles
- 1977 : Ma tu non ci sei più/È con amore che ti parlo
- 1980 : Luna/Chissà se mi ritroverai
- 1981 : Semplice/Maperdio
- 1982 : Vivi/Quella volta che ho bevuto troppo
- 1984 : Giulia/Ti voglio dire
- 1984 : Se me ne andrò/Quello che mi va di fare
- 1985 : Segui il tuo cuore/Che colpa ne ho
- 1987 : Siamo una cosa sola/Un uomo tranquillo
- 2003 : Giulia (Remix)
- 2004 : Luna (Remix)

## Influence
DJ Lhasa a repris la chanson Giulia, remixée par Gabry Ponte . 